# Autobiografia (piosenka)
Autobiografia – piosenka polskiej grupy rockowej Perfect zamieszczona pierwotnie na drugim albumie studyjnym zespołu UNU. Muzykę skomponował Zbigniew Hołdys, autorem słów jest Bogdan Olewicz. 
Utwór znajdował się wielokrotnie na pierwszym miejscu Listy Przebojów Programu Trzeciego, w drugim oraz trzecim Polskim Topie Wszech Czasów uplasował się na miejscu drugim, po utworze Czesława Niemena Dziwny jest ten świat. W ósmym Polskim Topie Wszech Czasów w 2015 roku utwór znalazł się na pierwszym miejscu. Powtórzył to osiągnięcie w dziesiątym wydaniu Topu w 2017 roku.
Jan Skaradziński w Encyklopedii polskiego rocka z 1996 napisał: 

Utwór ten mówił co prawda o powikłanej drodze życiowej człowieka starszego przynajmniej o pokolenie (...) [jest] największym przebojem w historii Perfectu

## Historia piosenki
Utwór zawiera elementy autobiograficzne; przyjaciele, którzy planowali „mieć u stóp cały świat”, to Zbigniew Hołdys, Andrzej Mogielnicki i Bogdan Olewicz.
Początkowo wers „wiatr odnowy wiał” brzmiał „wujek Józek zmarł”, ale został zmieniony po interwencji cenzury.
Grzegorz Markowski w wywiadzie dla rockmagazyn.pl powiedział:

Piosenka opowiada o trzech przyjaciołach. Andrzej Mogielnicki, Zbyszek Hołdys, Bogdan Olewicz tworzyli trójkę przyjaciół mając 17, 18 lat – marzyli o karierze. Początkowo tę piosenkę miał wykonywać Zbyszek Hołdys, ale oddał ją w końcu mnie, twierdząc, że nie poradzi sobie z wokalem.

Utwór nie został wydany na albumie koncertowym Live 2001, co spotkało się z zaskoczeniem publiczności; Markowski wyjaśnił w wywiadzie: „Doszliśmy po prostu do wniosku, że trzeba zmieniać formułę koncertu i często modyfikujemy zestawy utworów. To jest bardzo ożywcze, bo w muzyce trzeba unikać przewidywalności. Zawsze na pierwszym miejscu stoi spektakl”.